# Envelhecimento (metalurgia)
Envelhecimento ou recozimento isotérmico é um tratamento térmico do âmbito da metalurgia que consiste em aquecer a uma temperatura relativamente baixa, mantida durante centenas de horas a mais, uma peça de aço duro ou outros materiais.
Trata-se da aceleração de um processo que ocorreria naturalmente na temperatura ambiente, em um prazo muito mais longo. É um tratamento indicado para eliminar tensões internas, e correntes de usinagem, forjamento ou têmpera, entre outros denominados aços temperados.
Nos dias de hoje é possível saber-se a idade de um aço envelhecido, e isto inclui desde tanques da segunda guerra mundial ate materiais mais recentes como motherboards ou a carroceria de um carro, através da datação radioativa por átomos de carbono.
Cientista e técnicos desta área têm-se dedicado ao estudo deste fenômeno para tentar descobrir a idade de metais utilizados ainda há mais tempo, como nos aviões franceses durante a revolução ou das obras de arte esculpidas em aço durante a Grécia Antiga.